# Cai Uailita
Cai Uailita (Caiualita, Kaiualita, Kawalita) ist ein Dorf und eine Aldeia im Südosten von Osttimor. Zu der Aldeia gehören 366 Menschen.
Das Dorf liegt im äußersten Norden des Sucos Afaloicai (Verwaltungsamt Uatucarbau, Gemeinde Viqueque), an der Grenze zu den Nachbarsucos Bahatata im Nordosten und Osso Huna (Verwaltungsamt Baguia, Gemeinde Baucau).
In Cai Uailita wurde der protestantische Geistliche Agostinho de Vasconselos (1970–2014) geboren.